# برايان كوبولا
برايان كوبولا (بالإنجليزية: Brian Coppola)‏ هو كيميائي أمريكي، ولد في 5 فبراير 1957 في لورانس في الولايات المتحدة.